# E.T.P.M. 1601 (schip, 1974)
De E.T.P.M. 1601 is een kraanschip en pijpenlegger die in 1974 bij Blohm + Voss werd gebouwd voor Entreprise de Travaux Pétroliers Maritimes. Er werd een Clyde 76 kraan geplaatst van 1600 shortton zwenkend en 2000 shortton vast. De Sea Troll die twee jaar later bij Blohm + Voss gebouwd werd, is praktisch gezien een zusterschip.
De eerste opdracht voor de E.T.P.M. 1601 was het leggen van de Frigg-pijpleiding van het Frigg-veld naar de St Fergus Gas Terminal. De E.T.P.M. 1601 voerde met de L.B. Meaders in Loch Fyne in april 1976 een tandemhijs van 1870 ton uit voor een module op de betonnen Sea Tank TP1 voor het Frigg-veld die te groot was om als enkele hijs uitgevoerd te worden.
In 1979 legde het de pijpleiding van Louisiana Offshore Oil Port naar de wal.
In 1979 werd het schip omgedoopt naar DLB 1601. In 1989 ging het bedrijf ETPM een joint-venture aan met McDermott. In 1998 werd deze weer ontbonden en nam McDermott het schip over dat in 2001 McDermott DB 60 werd gedoopt. In 2004 nam Hyundai Heavy Industries Offshore Construction het schip over als Hyundai 60.